# بيمارستان أرغون الكاملي
يقع بيمارستان أرغون الكاملي بالقرب من خان الجمرك في حلب القديمة ويعود بنائه إلى فترة حكم المماليك حيث قام ببناءه أرغون الكاملي نائب السلطنة المملوكية في حلب وذلك في العام 1354، في عهد السلطان عماد الدين إسماعيل بن محمد بن قلاوون، ذلك وفق النقوش المكتوبة على مدخل البيمارستان. واعتبر أحد أفضل البيمارستانات الإسلامية في سورية ومصر.

## وصف المبنى
المبنى عبارة عن باحة على جانبيها الشمالي والجنوبي أواوين، ومن الشرق والغرب غرف خاصة بالمرضى، ولها بابان، الأول باتجاه خان القاضي، والثاني الباب الكبير والذي كُتِبَ عليه:
«بسم الله الرحمن الرحيم أمر بإنشاء هذا البيمارستان الملك الناصر مولانا السلطان الملك الصالح أبن السلطان الناصر محمد بن الملك المنصور قلاوون خلد ملكه الله والفقير إلى ربه أرغون الكاملي نائب السلطنة المعظمة بحلب المحروسة غفر الله له وأثابه الجنة في شهور سنة 755هـ.»
وللبيمارستان مدخلان: رئيسي وفرعي، أما الرئيسي فيتجه غربا ويعلوه قرنصة مؤلفة من عدة حطات، ويُغلق بباب مصرعيه من الخشب المغطى بالنحاس، ومزين بأشرطة نحاسية تتقاطع بشكل هندسي، وعلى الجدار يسار الباب يوجد كتابة منقوشة. ويؤدي بك هذا المدخل إلى ردهة على يسارها حجرة يوجد في جدرانها فتحات توضع فيها الأدوية، وعلى اليمين حجرة أخرى للانتظار وأخرى للمعاينات الخارجية، وللردهة نافذة مطلة على صحن ذو حواجز حديدية، تتوسطه بركة ماء مع نافورة، وعلى جانبيه رواقان مرفوعان على أربعة أعمدة.

## معرض الصور

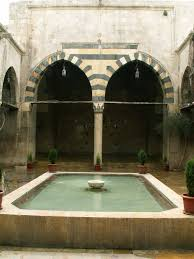
الباحة السماوية
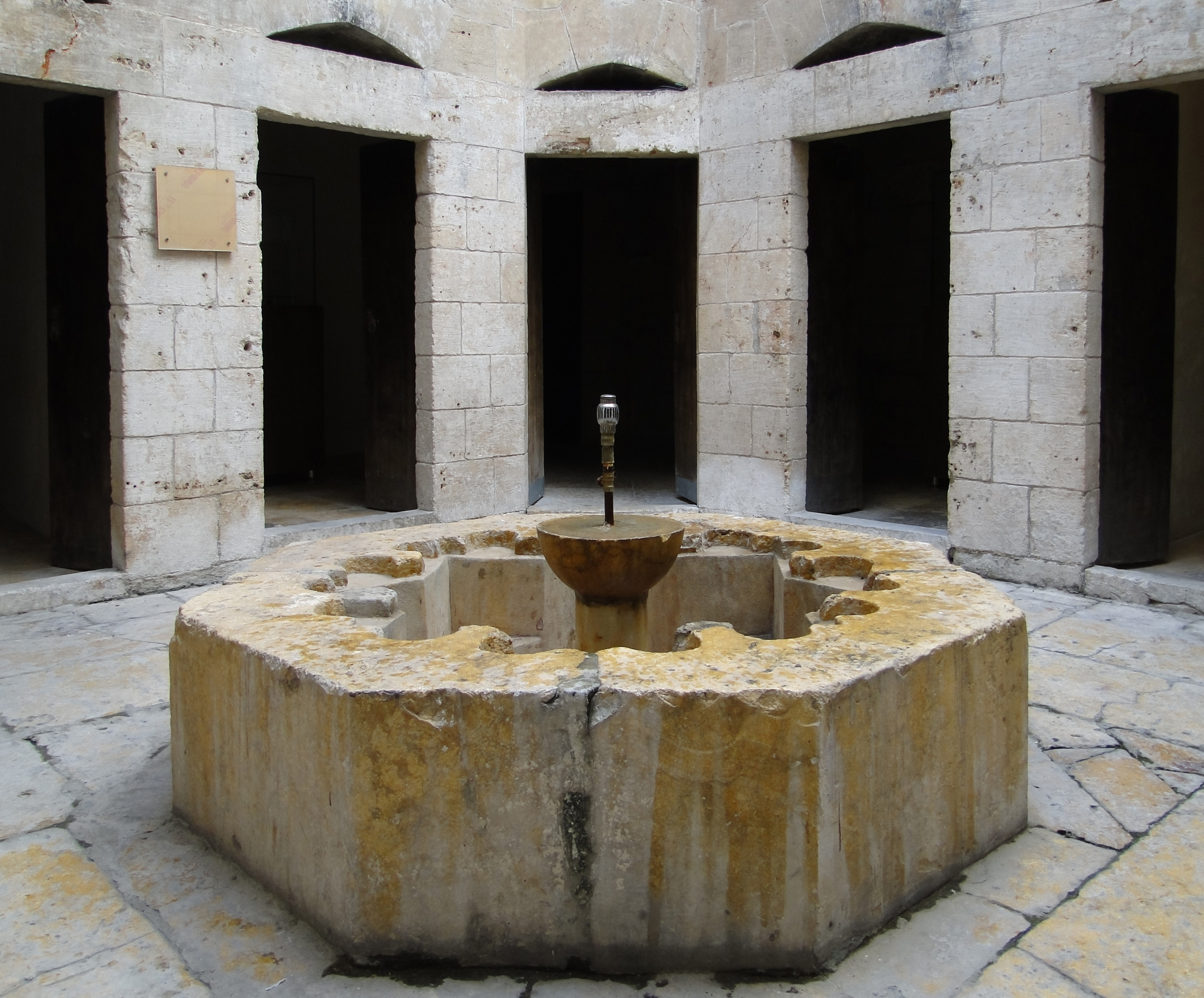
النافورة
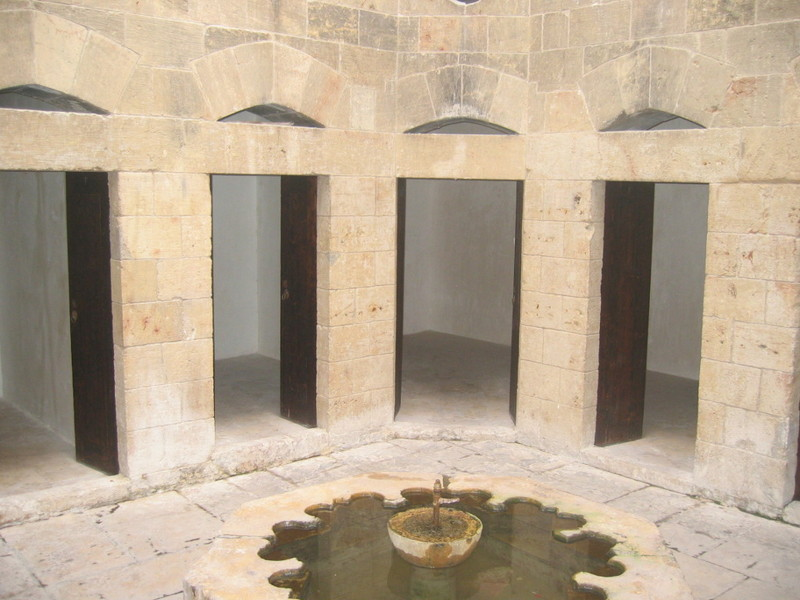
غرف المرضى